# (1089) Tama
(1089) Tama – mała planetoida z pasa głównego asteroid.

## Odkrycie
Planetoida została odkryta w Tokyo Astronomical Observatory przez Okuro Oikawę 17 listopada 1927 roku. Jej nazwa pochodzi od Tamy, japońskiej rzeki przepływającej w pobliżu obserwatorium. Przed nadaniem nazwy planetoida nosiła oznaczenie tymczasowe (1089) 1927 WB.

## Orbita
Orbita (1089) Tamy nachylona jest do płaszczyzny ekliptyki pod kątem 3,72°. Na jeden obieg wokół Słońca ciało to potrzebuje 3 lat i 108 dni, krążąc w średniej odległości 2,21 au od Słońca. Średnia prędkość orbitalna tej asteroidy to 20,01 km/h.

## Właściwości fizyczne
Tama ma średnicę ok. 13 km. Jej albedo wynosi ok. 0,24, a jasność absolutna to 11,6m. Średnia temperatura na jej powierzchni sięga 179 K. Jej okres obrotu wokół własnej osi wynosi 16 godzin i 26 min.

## Księżyc asteroidy
12 stycznia 2004 roku Raoul Behrend, René Roy, Claudine Rinner, Pierre Antonini, Petr Pravec, Alan W. Harris, Stefano Sposetti, Russell I. Durkee oraz Alain Klotz odkryli w towarzystwie Tamy obecność księżyca o średnicy szacowanej na 8 km, orbitującego w odległości około 20 km od tej planetoidy. Okres obiegu tego satelity to ok. 16 godzin i 26 minut; jest on równy okresowi obrotu Tamy wokół własnej osi. Obydwa ciała są więc najprawdopodobniej zwrócone do siebie zawsze tymi samymi stronami. Nie jest wykluczone, że składniki te tworzą układ kontaktowy.
Tymczasowe oznaczenie księżyca to S/2004 (1089) 1.